# إرنست أبيرج
إرنست أبيرج (بالإسبانية: Ernesto Jorge Åberg) هو عالم نبات وطبيب أرجنتيني، ولد في 18 أغسطس 1823 في ستوكهولم في السويد، وتوفي في 30 مايو 1906 في بوينس آيرس في الأرجنتين.